# Cratere Regnault
Regnault è un cratere lunare di 51,31 km situato nella parte nord-occidentale della faccia visibile della Luna.